# Wagoner Inlet
Wagoner Inlet är en vik i Antarktis. Den ligger i Västantarktis. Inget land gör anspråk på området.